# Formule 1 v roce 1957
VIII. Mistrovství světa jezdců zahájila 13. ledna Grand Prix Argentiny a po 8 závodech 8. září při Grand Prix Itálie byl znám nový mistr světa. Mistrem světa pro rok 1957 se stal Juan Manuel Fangio. Byl to jeho pátý a také poslední titul mistra světa.

## Pohled na sezónu
Fangio se rozhodl znovu vyměnit týmy a připojil se k znovu k Maserati. Rozhodnutí přejít se ukázalo být mistrovským tahem, protože Ferrariho sestava Peter Collins, Eugenio Castellotti a vracející se Mike Hawthorn nedokázali vyhrát jediný závod. Castellotti a Alfonso de Portago během sezóny zemřeli (ne z důvodu havárie ve Formuli 1), což pro Ferrari znamenalo opravdu katastrofální rok.
Muž, kterého Fangio nahradil v Maserati, Stirling Moss, se přestěhoval do Vanwallu, týmu, který začínal naplňovat svůj potenciál. Dvojice Fangio a Moss vyhrála všechny mistrovské závody v sezóně s výjimkou Indianapolis 500. Fangiova jízda na Nürburgringu, kde předjel Collinse a Hawthorna v předposledním kole poté, co ho zastávka v boxech posunula téměř minutu zpět, je považován za jeden z nejlepších výkonů v dějinách motorsportu.
Byl to poslední rok, kdy se udělovaly body za sdílené vozy.

## Pravidla
- Boduje prvních pět jezdců podle klíče:
  - 1. místo – 8 bodů
  - 2. místo – 6 bodů
  - 3. místo – 4 body
  - 4. místo – 3 body
  - 5. místo – 2 body
  - 1 bod získá pilot za nejrychlejší kolo
  - Do konečné klasifikace se započítává pouze 5 nejlepších výsledků z 8 závodů, které jsou v rámci mistrovství světa.

## Týmy a jezdci
| Vůz                       | Motor          | Typ     | Motor                                        | Pneumatiky  | Pilot                   | Závody      |
| ------------------------- | -------------- | ------- | -------------------------------------------- | ----------- | ----------------------- | ----------- |
| Officine Alfieri Maserati | Maserati       | 250F    | Maserati 250F1 2.5 L6 Maserati 250F1 2.5 V12 | Pirelli     | Juan Manuel Fangio      | 1–2, 4–8    |
| Officine Alfieri Maserati | Maserati       | 250F    | Maserati 250F1 2.5 L6 Maserati 250F1 2.5 V12 | Pirelli     | Stirling Moss           | 1           |
| Officine Alfieri Maserati | Maserati       | 250F    | Maserati 250F1 2.5 L6 Maserati 250F1 2.5 V12 | Pirelli     | Jean Behra              | 1, 4–8      |
| Officine Alfieri Maserati | Maserati       | 250F    | Maserati 250F1 2.5 L6 Maserati 250F1 2.5 V12 | Pirelli     | Carlos Menditeguy       | 1–2, 4–5    |
| Officine Alfieri Maserati | Maserati       | 250F    | Maserati 250F1 2.5 L6 Maserati 250F1 2.5 V12 | Pirelli     | Giorgio Scarlatti       | 2, 6–8      |
| Officine Alfieri Maserati | Maserati       | 250F    | Maserati 250F1 2.5 L6 Maserati 250F1 2.5 V12 | Pirelli     | Harry Schell            | 2, 4–8      |
| Officine Alfieri Maserati | Maserati       | 250F    | Maserati 250F1 2.5 L6 Maserati 250F1 2.5 V12 | Pirelli     | Hans Herrmann           | 2           |
| Scuderia Ferrari          | Ferrari        | 801     | Ferrari DS50 2.5 V8                          | Pirelli     | Peter Collins           | 1–2, 4–6, 8 |
| Scuderia Ferrari          | Ferrari        | 801     | Ferrari DS50 2.5 V8                          | Pirelli     | Luigi Musso             | 1, 4–8      |
| Scuderia Ferrari          | Ferrari        | 801     | Ferrari DS50 2.5 V8                          | Pirelli     | Eugenio Castellotti     | 1           |
| Scuderia Ferrari          | Ferrari        | 801     | Ferrari DS50 2.5 V8                          | Pirelli     | Mike Hawthorn           | 1–2, 4–6, 8 |
| Scuderia Ferrari          | Ferrari        | 801     | Ferrari DS50 2.5 V8                          | Pirelli     | Wolfgang von Trips      | 1–2, 8      |
| Scuderia Ferrari          | Ferrari        | 801     | Ferrari DS50 2.5 V8                          | Pirelli     | Cesare Perdisa          | 1           |
| Scuderia Ferrari          | Ferrari        | 801     | Ferrari DS50 2.5 V8                          | Pirelli     | Alfonso de Portago      | 1           |
| Scuderia Ferrari          | Ferrari        | 801     | Ferrari DS50 2.5 V8                          | Pirelli     | José Froilán González   | 1           |
| Scuderia Ferrari          | Ferrari        | 801     | Ferrari DS50 2.5 V8                          | Pirelli     | Maurice Trintignant     | 2, 4–5      |
| Scuderia Centro Sud       | Maserati       | 250F    | Maserati 250F1 2.5 L6                        | Pirelli     | Harry Schell            | 1           |
| Scuderia Centro Sud       | Maserati       | 250F    | Maserati 250F1 2.5 L6                        | Pirelli     | Jo Bonnier              | 1, 7–8      |
| Scuderia Centro Sud       | Maserati       | 250F    | Maserati 250F1 2.5 L6                        | Pirelli     | Masten Gregory          | 2, 6–8      |
| Scuderia Centro Sud       | Maserati       | 250F    | Maserati 250F1 2.5 L6                        | Pirelli     | André Simon             | 2           |
| Scuderia Centro Sud       | Maserati       | 250F    | Maserati 250F1 2.5 L6                        | Pirelli     | Hans Herrmann           | 6           |
| Scuderia Centro Sud       | Ferrari        | 500     | Ferrari 625 2.5 L4                           | Pirelli     | Alejandro de Tomaso     | 1           |
| Luigi Piotti              | Maserati       | 250F    | Maserati 250F1 2.5 L6                        | Pirelli     | Luigi Piotti            | 1–2, 7–8    |
| Owen Racing Organisation  | BRM            | P25     | BRM P25 2.5 L4                               | Dunlop      | Ron Flockhart           | 2, 4        |
| Owen Racing Organisation  | BRM            | P25     | BRM P25 2.5 L4                               | Dunlop      | Roy Salvadori           | 2           |
| Owen Racing Organisation  | BRM            | P25     | BRM P25 2.5 L4                               | Dunlop      | Herbert MacKay-Fraser   | 4           |
| Owen Racing Organisation  | BRM            | P25     | BRM P25 2.5 L4                               | Dunlop      | Jack Fairman            | 5           |
| Owen Racing Organisation  | BRM            | P25     | BRM P25 2.5 L4                               | Dunlop      | Les Leston              | 5           |
| Connaught Engineering     | Connaught-Alta | B       | Alta GP 2.5 L4                               | Dunlop      | Stuart Lewis-Evans      | 2           |
| Connaught Engineering     | Connaught-Alta | B       | Alta GP 2.5 L4                               | Dunlop      | Ivor Bueb               | 2           |
| Cooper Car Company        | Cooper-Climax  | T43     | Climax FPF 1.5 L4                            | Avon Dunlop | Jack Brabham            | 2, 4, 7     |
| Cooper Car Company        | Cooper-Climax  | T43     | Climax FPF 1.5 L4                            | Avon Dunlop | Les Leston              | 2           |
| Cooper Car Company        | Cooper-Climax  | T43     | Climax FPF 1.5 L4                            | Avon Dunlop | Mike MacDowel           | 4           |
| Cooper Car Company        | Cooper-Climax  | T43     | Climax FPF 1.5 L4                            | Avon Dunlop | Roy Salvadori           | 5, 7        |
| Cooper Car Company        | Cooper-Climax  | T43     | Climax FPF 1.5 L4                            | Dunlop      | Roy Salvadori           | 6           |
| Vandervell Products       | Vanwall        | VW 5    | Vanwall 254 2.5 L4                           | Pirelli     | Stirling Moss           | 2, 5–8      |
| Vandervell Products       | Vanwall        | VW 5    | Vanwall 254 2.5 L4                           | Pirelli     | Tony Brooks             | 2, 5–8      |
| Vandervell Products       | Vanwall        | VW 5    | Vanwall 254 2.5 L4                           | Pirelli     | Stuart Lewis-Evans      | 4–8         |
| Vandervell Products       | Vanwall        | VW 5    | Vanwall 254 2.5 L4                           | Pirelli     | Roy Salvadori           | 4           |
| H.H. Gould                | Maserati       | 250F    | Maserati 250F1 2.5 L6                        | Dunlop      | Horace Gould            | 2, 4–8      |
| Jo Bonnier                | Maserati       | 250F    | Maserati 250F1 2.5 L6                        | Pirelli     | Jo Bonnier              | 5           |
| Gilby Engineering         | Maserati       | 250F    | Maserati 250F1 2.5 L6                        | Dunlop      | Ivor Bueb               | 5           |
| R.R.C. Walker Racing Team | Cooper-Climax  | T43     | Climax FPF 1.5 L4                            | Dunlop      | Jack Brabham            | 5           |
| R.R.C. Walker Racing Team | Cooper-Climax  | T43     | Climax FPF 1.5 L4                            | Dunlop      | Jack Brabham            | 6           |
| Bob Gerard                | Cooper-Bristol | T44     | Bristol BS2 2.2 L6                           | Dunlop      | Bob Gerard              | 5           |
| Bruce Halford             | Maserati       | 250F    | Maserati 250F1 2.5 L6                        | Dunlop      | Bruce Halford           | 6–8         |
| Dr Ing F. Porsche KG      | Porsche        | RS550   | Porsche 547/3 1.5 F4                         | ?           | Umberto Maglioli        | 6           |
| Dr Ing F. Porsche KG      | Porsche        | RS550   | Porsche 547/3 1.5 F4                         | ?           | Edgar Barth             | 6           |
| Ridgeway Management       | Cooper-Climax  | T43 T41 | Climax FPF 1.5 L4                            | Dunlop      | Tony Marsh              | 6           |
| Ridgeway Management       | Cooper-Climax  | T43 T41 | Climax FPF 1.5 L4                            | Dunlop      | Paul England            | 6           |
| Ecurie Maarsbergen        | Porsche        | RS550   | Porsche 547/3 1.5 F4                         | Dunlop      | Carel Godin de Beaufort | 6           |
| J.B. Naylor               | Cooper-Climax  | T43     | Climax FPF 1.5 L4                            | Dunlop      | Brian Naylor            | 6           |
| Dick Gibson               | Cooper-Climax  | T43     | Climax FPF 1.5 L4                            | Dunlop      | Dick Gibson             | 6           |
| Francesco Godia Sales     | Maserati       | 250F    | Maserati 250F1 2.5 L6                        | Pirelli     | Paco Godia              | 6–8         |
| Ottorino Volonterio       | Maserati       | 250F    | Maserati 250F1 2.5 L6                        | Pirelli     | Ottorino Volonterio     | 8           |
| Ottorino Volonterio       | Maserati       | 250F    | Maserati 250F1 2.5 L6                        | Pirelli     | André Simon             | 8           |

*Výše uvedený seznam nezahrnuje týmy a jezdce z Indianapolis 500 1957

## Závody započítávané do MS
| Datum            | Grand Prix                                         | Náhled | Akce               | Jezdec                    | Vůz                 | Stav MS            |
| ---------------- | -------------------------------------------------- | ------ | ------------------ | ------------------------- | ------------------- | ------------------ |
| 1. GP 13. leden  | Argentina Autódromo Oscar y Juan Gálvez (Výsledky) |        | Závod              | Juan Manuel Fangio        | Maserati 250F       | Juan Manuel Fangio |
| 1. GP 13. leden  | Argentina Autódromo Oscar y Juan Gálvez (Výsledky) | Kolo   | Stirling Moss      | Vanwall VW 5              |                     | Juan Manuel Fangio |
| 1. GP 13. leden  | Argentina Autódromo Oscar y Juan Gálvez (Výsledky) | Pole   | Stirling Moss      | Vanwall VW 5              |                     | Juan Manuel Fangio |
| 2. GP 19. květen | Monako Circuit de Monaco (Výsledky)                |        | Závod              | Juan Manuel Fangio        | Maserati 250F       | Juan Manuel Fangio |
| 2. GP 19. květen | Monako Circuit de Monaco (Výsledky)                | Kolo   | Juan Manuel Fangio | Maserati 250F             |                     | Juan Manuel Fangio |
| 2. GP 19. květen | Monako Circuit de Monaco (Výsledky)                | Pole   | Juan Manuel Fangio | Maserati 250F             |                     | Juan Manuel Fangio |
| 3. GP 30. května | Indy 500 Indianapolis (Výsledky)                   |        | Závod              | Sam Hanks                 | Epperly-Offenhauser | Juan Manuel Fangio |
| 3. GP 30. května | Indy 500 Indianapolis (Výsledky)                   | Kolo   | Jim Rathmann       | Epperly-Offenhauser       |                     | Juan Manuel Fangio |
| 3. GP 30. května | Indy 500 Indianapolis (Výsledky)                   | Pole   | Pat O'Connor       | Kurtis Kraft-Offenhauser  |                     | Juan Manuel Fangio |
| 4. GP 7. červen  | Francie Rouen-les-Essarst (Výsledky)               |        | Závod              | Juan Manuel Fangio        | Maserati 250F       | Juan Manuel Fangio |
| 4. GP 7. červen  | Francie Rouen-les-Essarst (Výsledky)               | Kolo   | Luigi Musso        | Lancia-Ferrari D50        |                     | Juan Manuel Fangio |
| 4. GP 7. červen  | Francie Rouen-les-Essarst (Výsledky)               | Pole   | Juan Manuel Fangio | Maserati 250F             |                     | Juan Manuel Fangio |
| 5. GP 20. červen | Velká Británie Aintree (Výsledky)                  |        | Závod              | Stirling Moss Tony Brooks | Vanwall VW 5        | Juan Manuel Fangio |
| 5. GP 20. červen | Velká Británie Aintree (Výsledky)                  | Kolo   | Stirling Moss      | Vanwall VW 5              |                     | Juan Manuel Fangio |
| 5. GP 20. červen | Velká Británie Aintree (Výsledky)                  | Pole   | Stirling Moss      | Vanwall VW 5              |                     | Juan Manuel Fangio |
| 6. GP 4. srpen   | Německo Nürburgring (Výsledky)                     |        | Závod              | Juan Manuel Fangio        | Maserati 250F       | Juan Manuel Fangio |
| 6. GP 4. srpen   | Německo Nürburgring (Výsledky)                     | Kolo   | Juan Manuel Fangio | Maserati 250F             |                     | Juan Manuel Fangio |
| 6. GP 4. srpen   | Německo Nürburgring (Výsledky)                     | Pole   | Juan Manuel Fangio | Maserati 250F             |                     | Juan Manuel Fangio |
| 7. GP 18. srpen  | Itálie Pescara (Výsledky)                          |        | Závod              | Stirling Moss             | Vanwall VW 5        | Juan Manuel Fangio |
| 7. GP 18. srpen  | Itálie Pescara (Výsledky)                          | Kolo   | Stirling Moss      | Vanwall VW 5              |                     | Juan Manuel Fangio |
| 7. GP 18. srpen  | Itálie Pescara (Výsledky)                          | Pole   | Juan Manuel Fangio | Maserati 250F             |                     | Juan Manuel Fangio |
| 8. GP 8. září    | Itálie Monza (Výsledky)                            |        | Závod              | Stirling Moss             | Vanwall VW 5        | Juan Manuel Fangio |
| 8. GP 8. září    | Itálie Monza (Výsledky)                            | Kolo   | Tony Brooks        | Vanwall VW 5              |                     | Juan Manuel Fangio |
| 8. GP 8. září    | Itálie Monza (Výsledky)                            | Pole   | Stuart Lewis-Evans | Vanwall VW 5              |                     | Juan Manuel Fangio |

### Argentina
Striling Moss v argentinském hlavním městě získal pole positon, ale hned z kraje startu si poškodil plynový mechanismus a musel do boxů. Ve vedení závodu se vystřídalo mnoho jezdců, ale nakonec to byl domácí hrdina Fangio, kdo projel cílem jako první a vyhrál svou 4. Velkou cenu Argentiny.
Argentina '57 by byla poslední Velkou cenou Castellottiho. Byl zabit při testování Ferrari na letišti v Modeně.

### Monako
Čtyři měsíce po argentinské Grand Prix a řadě nemistrovských závodů se týmy shromáždily v Monaku pro druhé mistrovské kolo sezóny. Moss se přidal k Vanwallu z Maserati a řídil auto navržené Colinem Chapmanem a financované Tonym Vandervellem, bohatým britským průmyslníkem, takže Fangio zůstal nesporným vedoucím týmu Maserati. Fangio získal pole position, ale Moss se ujal vedení v první zatáčce s Fangiem za zády a ve druhém kole se před argentinského jezdce dostal dostal i Collins. Moss vyjel z trati a havaroval v šikaně ve 4. kole a Collins ve snaze vyhnout se nehodě, narazil do kamenné zdi. Fangio se dokázal bez problémů dostat skrz, ale Tony Brooks musel prudce zabrzdil, což vedlo k tomu že do něj zezadu vrazil Hawthorn. Pouze Brooks byl schopen dále pokračovat. Von Trips byl třetí s Menditeguyem čtvrtým a Schell pátým. Menditeguy musel po nárazu do krajnice brzy zastavit kvůli novým pneumatikám, takže se Schell posunul na čtvrté místo, dokud se nerozbilo zavěšení jeho kol. Po řadě odstoupení se na pódiové příčky dostal Australan Jack Brabham, ale kvůli poruše palivového čerpadla nakonec musel auto na cíl dotlačit. Byl klasifikován na šestém místě a Fangio opět vyhrál před Brooksem a Mastenem Gregorym v Maserati.

### Indianapolis 500
Americký závod v Indianapolisu vyhrál Sam Hanks, který v průběhu závodu vedl 130 kol z celkových 200.

### Francie
Velká cena Belgie a Nizozemska, která byla naplánována na 2. a 16. června, byla zrušena kvůli sporům o peníze zasažené suezskou krizí v Egyptě. Výsledkem byla šestitýdenní přestávka mezi Monakem a francouzskou GP, která se měla konat na veřejném silničním okruhu Rouen-Les-Essarts v severní Francii.
V kvalifikaci byl Fangio nejrychlejší s Behrou a Mussem po boku v první řadě. Na začátku šel Behra do vedení, ale Musso ho brzy předjel. Fangio je následoval na třetím místě s blížícím se Collinsem a Schellem. Ve druhém kole se Fangio propracoval kolem Behry a ve čtvrtém se dostal do vedení před Mussa. Collins se dostal kolem Behry a pořadí zůstalo vpředu beze změny až do cíle. Pro Fangia to byla 3. výhra v sezoně.

### Velká Británie
Velká cena Velké Británie se jela na okruhu Aintree v Liverpoolu a znova nahradila Silverstone. Okruh Aintree se nacházel uprostřed dostihové tratě, kde se konal slavný Grand National. Oba jezdci Vanwallu zmeškali Velkou cenu Francie a byli zpět v akci pro svůj domácí závod. Měl to být přelomový závod britského motoristického sportu. Na začátku závodu Behra vyrazil do vedení s Mossem za zády a byl to Angličan, který na konci kola převzal vedení, k radosti domácích fanoušků. Moss si dokázal vybudovat náskok, ale pak auto začalo zadrhávat a musel zajet do boxů. Behra se ujal vedení s Brooksem na druhém místě, ale druhý řidič Vanwallu byl brzy povolán do boxů, aby dal své auto Mossovi, který se znovu připojil do závodu na deváté pozici. Pole bylo ztenčeno řadou mechanických poruch včetně Fangia a Collinse.Vše se změnilo v 69. kole, když Behrova spojka explodovala. Hawthorn přejel část trosek, ale utrpěl defekt. Lewis-Evans se ujal vedení, ale téměř okamžitě ho předjel Moss. Sen o Vanwallu na 1. a 2. místě se rozplynul, poté, co která ho posunula na sedmé místo. Moss závod vyhrál a zapsal tak první vítězství britského auta ve Formuli 1. Musso byl druhý a Hawthorn třetí.

### Německo
Pole position získal Fangio před Hawthornem, Behrou a Collinsem. Na začátku se Hawthorn a Collins pustili do boje o vedení s Fangiem a Behrou. Pomalá zastávka v boxech Fangia v polovině závodu trvající 1 minutu a 18 sekund (původně to mělo být 30 sekund) posunula Fangia o celou minutu zpět za 2 Lancie, ale rychle se hnal kupředu, 10krát překonal nejrychlejší kolo a nakonec předjel prvně Collinse a pak Hawthorna v předposledním kole. Fangio tím vyhrál závod a svůj pátý titul mistra světa.

### Pescara
Nejrychlejší čas v kvalifikaci zajel Fangio v Maserati a ve Vanwallu skončil druhý Stirling Moss. Musso byl třetí. Ve druhém kole se Moss ujal vedení před Mussem. Závodní pole se rychle ztenčilo, protože horké teploty si vybraly svou daň. Závod dokončilo pouze 7 jezdců. Vítězem se stal Stirling Moss. Bylo to naposledy kdy Formule 1 jela v Pescaře.

### Itálie
Velká cena Itálie v Monze se letos jela pouze na silničním okruhu bez špatně postaveného betonového klopeného oválu, protože předloni to italským konstruktérům způsobilo problémy. Použitá trať byla velmi podobná dnešní Monze, i když bez šikan. Ferrari se po bojkotu Pescary vrátilo do akce pro nejdůležitější italský závod, a tak šlo o trojitý boj mezi Lancií-Ferrari, Maserati a Vanwallem. Britská auta byla silná, přičemž pole position měla Stuart Lewis-Evans, vedle něj Stirling Moss a Tony Brooks.
V závodě zvítězil Stirling Moss, druhý Juan Manuel Fangio a třetí Wolfgang von Trips, pro kterého to bylo první kariérní pódium.

## Konečné hodnocení Mistrovství Světa
Prvních pět závodníkům bylo v každém závodě uděleny mistrovské body v rozmezí 8–6–4–3–2, přičemž další bod byl přidělen jezdci, který zajel nejrychlejší kolo závodu. Body za sdílené vozy byly rozděleny rovnoměrně mezi řidiče, bez ohledu na to, kdo odjel více kol. Byly započítány pouze výsledky nejlepších pěti závodů.
| *                                                                           | Pilot                   | ARG      | MON        | 500 | FRA      | GBR       | GER  | PES | ITA      | body    |
| --------------------------------------------------------------------------- | ----------------------- | -------- | ---------- | --- | -------- | --------- | ---- | --- | -------- | ------- |
| 1                                                                           | Juan Manuel Fangio      | 1        | 1          |     | 1        | Ret       | 1    | 2   | (2)      | 40 (46) |
| 2                                                                           | Stirling Moss           | 8        | Ret        |     |          | 1† / Ret† | 5    | 1   | 1        | 25      |
| 3                                                                           | Luigi Musso             | Ret      |            |     | 2        | 2         | 4    | Ret | 8        | 16      |
| 4                                                                           | Mike Hawthorn           | Ret      | Ret† / Ret |     | 4        | 3         | 2    |     | 6        | 13      |
| 5                                                                           | Tony Brooks             |          | 2          |     |          | 1† / Ret† | 9    | Ret | 7        | 11      |
| 6                                                                           | Masten Gregory          |          | 3          |     |          |           | 8    | 4   | 4        | 10      |
| 7                                                                           | Harry Schell            | 4        | Ret† / Ret |     | 5        | Ret       | 7    | 3   | 5† / Ret | 10      |
| 8                                                                           | Sam Hanks               |          |            | 1   |          |           |      |     |          | 8       |
| 9                                                                           | Peter Collins           | 6† / Ret | Ret        |     | 3        | Ret / 4†‡ | 3    |     | Ret      | 8       |
| 10                                                                          | Jim Rathmann            |          |            | 2   |          |           |      |     |          | 7       |
| 11                                                                          | Jean Behra              | 2        |            |     | 6        | Ret       | 6    | Ret | Ret      | 6       |
| 12                                                                          | Stuart Lewis-Evans      |          | 4          |     | Ret      | 7         | Ret  | 5   | Ret      | 5       |
| 13                                                                          | Maurice Trintignant     |          | 5          |     | Ret      | 4†        |      |     |          | 5       |
| 14                                                                          | Wolfgang von Trips      | 6†       | Ret†       |     |          |           |      |     | 3        | 4       |
| 15                                                                          | Carlos Menditeguy       | 3        | Ret        |     | Ret      | Ret       |      |     |          | 4       |
| 16                                                                          | Jimmy Bryan             |          |            | 3   |          |           |      |     |          | 4       |
| 17                                                                          | Paul Russo              |          |            | 4   |          |           |      |     |          | 3       |
| 18                                                                          | Roy Salvadori           |          | DNQ        |     | Ret      | 5         | Ret1 | Ret |          | 2       |
| 19                                                                          | Andy Linden             |          |            | 5   |          |           |      |     |          | 2       |
| 20                                                                          | Giorgio Scarlatti       |          | Ret†       |     |          |           | 10   | 6   | 5†       | 1       |
| 21                                                                          | Alfonso de Portago      | 5†       |            |     |          |           |      |     |          | 1       |
| 22                                                                          | José Froilán González   | 5†       |            |     |          |           |      |     |          | 1       |
| —                                                                           | Jack Brabham            |          | 6          |     | 7† / Ret | Ret       | Ret1 | 7   |          | 0       |
| —                                                                           | Johnny Boyd             |          |            | 6   |          |           |      |     |          | 0       |
| —                                                                           | Bob Gerard              |          |            |     |          | 6         |      |     |          | 0       |
| —                                                                           | Cesare Perdisa          | 6†       |            |     |          |           |      |     |          | 0       |
| —                                                                           | Jo Bonnier              | 7        |            |     |          | Ret       |      | Ret | Ret      | 0       |
| —                                                                           | Marshall Teague         |          |            | 7   |          |           |      |     |          | 0       |
| —                                                                           | Mike MacDowel           |          |            |     | 7†       |           |      |     |          | 0       |
| —                                                                           | Ivor Bueb               |          | Ret        |     |          | 8         |      |     |          | 0       |
| —                                                                           | Pat O'Connor            |          |            | 8   |          |           |      |     |          | 0       |
| —                                                                           | Paco Godia              |          |            |     |          |           | Ret  | Ret | 9        | 0       |
| —                                                                           | Alejandro de Tomaso     | 9        |            |     |          |           |      |     |          | 0       |
| —                                                                           | Bob Veith               |          |            | 9   |          |           |      |     |          | 0       |
| —                                                                           | Luigi Piotti            | 10       | DNQ        |     |          |           |      | Ret | Ret      | 0       |
| —                                                                           | Horace Gould            |          | Ret        |     | Ret      | DNS       | Ret  | Ret | 10       | 0       |
| —                                                                           | Gene Hartley            |          |            | 10  |          |           |      |     |          | 0       |
| —                                                                           | Bruce Halford           |          |            |     |          |           | 11   | Ret | Ret      | 0       |
| —                                                                           | Jack Turner             |          |            | 11  |          |           |      |     |          | 0       |
| —                                                                           | Ottorino Volonterio     |          |            |     |          |           |      |     | 11†      | 0       |
| —                                                                           | André Simon             |          | DNQ        |     |          |           |      |     | 11†      | 0       |
| —                                                                           | Johnny Thomson          |          |            | 12  |          |           |      |     |          | 0       |
| —                                                                           | Bob Christie            |          |            | 13  |          |           |      |     |          | 0       |
| —                                                                           | Chuck Weyant            |          |            | 14  |          |           |      |     |          | 0       |
| —                                                                           | Tony Bettenhausen       |          |            | 15  |          |           |      |     |          | 0       |
| —                                                                           | Johnnie Parsons         |          |            | 16  |          |           |      |     |          | 0       |
| —                                                                           | Don Freeland            |          |            | 17  |          |           |      |     |          | 0       |
| —                                                                           | Ron Flockhart           |          | Ret        |     | Ret      |           |      |     |          | 0       |
| —                                                                           | Hans Herrmann           |          | DNQ        |     |          |           | Ret  |     |          | 0       |
| —                                                                           | Les Leston              |          | DNQ        |     |          | Ret       |      |     |          | 0       |
| —                                                                           | Eugenio Castellotti     | Ret      |            |     |          |           |      |     |          | 0       |
| —                                                                           | Jimmy Reece             |          |            | Ret |          |           |      |     |          | 0       |
| —                                                                           | Don Edmunds             |          |            | Ret |          |           |      |     |          | 0       |
| —                                                                           | Johnnie Tolan           |          |            | Ret |          |           |      |     |          | 0       |
| —                                                                           | Al Herman               |          |            | Ret |          |           |      |     |          | 0       |
| —                                                                           | Fred Agabashian         |          |            | Ret |          |           |      |     |          | 0       |
| —                                                                           | Eddie Sachs             |          |            | Ret |          |           |      |     |          | 0       |
| —                                                                           | Mike Magill             |          |            | Ret |          |           |      |     |          | 0       |
| —                                                                           | Eddie Johnson           |          |            | Ret |          |           |      |     |          | 0       |
| —                                                                           | Bill Cheesbourg         |          |            | Ret |          |           |      |     |          | 0       |
| —                                                                           | Al Keller               |          |            | Ret |          |           |      |     |          | 0       |
| —                                                                           | Jimmy Daywalt           |          |            | Ret |          |           |      |     |          | 0       |
| —                                                                           | Ed Elisian              |          |            | Ret |          |           |      |     |          | 0       |
| —                                                                           | Rodger Ward             |          |            | Ret |          |           |      |     |          | 0       |
| —                                                                           | Troy Ruttman            |          |            | Ret |          |           |      |     |          | 0       |
| —                                                                           | Eddie Russo             |          |            | Ret |          |           |      |     |          | 0       |
| —                                                                           | Elmer George            |          |            | Ret |          |           |      |     |          | 0       |
| —                                                                           | Herbert MacKay-Fraser   |          |            |     | Ret      |           |      |     |          | 0       |
| —                                                                           | Jack Fairman            |          |            |     |          | Ret       |      |     |          | 0       |
| Jezdci nezpůsobilí bodů šampionátu Formule 1, protože závodili ve Formuli 2 |                         |          |            |     |          |           |      |     |          |         |
| —                                                                           | Edgar Barth             |          |            |     |          |           | 12   |     |          |         |
| —                                                                           | Brian Naylor            |          |            |     |          |           | 13   |     |          |         |
| —                                                                           | Carel Godin de Beaufort |          |            |     |          |           | 14   |     |          |         |
| —                                                                           | Tony Marsh              |          |            |     |          |           | 15   |     |          |         |
| —                                                                           | Umberto Maglioli        |          |            |     |          |           | Ret  |     |          |         |
| —                                                                           | Paul England            |          |            |     |          |           | Ret  |     |          |         |
| —                                                                           | Dick Gibson             |          |            |     |          |           | Ret  |     |          |         |
| *                                                                           | Pilot                   | ARG      | MON        | 500 | FRA      | GBR       | GER  | PES | ITA      | body    |

| Legenda k tabulce | Legenda k tabulce                                                                       |
| Barva             | Výsledek                                                                                |
| ----------------- | --------------------------------------------------------------------------------------- |
| Zlatá             | Vítěz                                                                                   |
| Stříbrná          | 2. místo                                                                                |
| Bronzová          | 3. místo                                                                                |
| Zelená            | Bodované umístění                                                                       |
| Modrá             | Nebodované umístění                                                                     |
| Modrá             | Dokončil neklasifikován (NC)                                                            |
| Fialová           | Odstoupil (Ret)                                                                         |
| Červená           | Nekvalifikoval se (DNQ)                                                                 |
| Červená           | Nepředkvalifikoval se (DNPQ)                                                            |
| Černá             | Diskvalifikován (DSQ)                                                                   |
| Bílá              | Nestartoval (DNS)                                                                       |
| Bílá              | Závod zrušen (C)                                                                        |
| Světle modrá      | Pouze trénoval (PO)                                                                     |
| Světle modrá      | Páteční testovací jezdec (TD)                                                           |
| Bez barvy         | Netrénoval (DNP)                                                                        |
| Bez barvy         | Vyřazen (EX)                                                                            |
| Bez barvy         | Nepřijel (DNA)                                                                          |
| Bez barvy         | Odvolal účast (WD)                                                                      |
| Bez barvy         | Nezúčastnil se (prázdné)                                                                |
| Označení          | Význam                                                                                  |
| Tučnost           | Pole position                                                                           |
| Kurzíva           | Nejrychlejší kolo                                                                       |
| †                 | Jezdec nedojel do cíle, ale byl klasifikován, protože odjel více než 90 % délky závodu. |
| ‡                 | Byl udělován poloviční počet bodů, protože bylo odjeto méně než 75 % délky závodu.      |
| Horní index       | Umístění bodujících jezdců ve sprintu                                                   |